# Ledčice
Ledčice (en allemand : Letschitz) est une commune du district de Mělník, dans la région de Bohême-Centrale, en Tchéquie. Sa population s'élevait à 649 habitants en 2020.

## Géographie
Ledčice se trouve à 10 km au sud-sud-est de Roudnice nad Labem, à 14 km à l'ouest de Mělník et à 32 km au nord-nord-ouest de Prague.
La commune est limitée par Mnetěš à l'ouest et au nord, par Černouček au nord, par Jeviněves et Vraňany à l'est, et par Nová Ves, Sazená et Chržín au sud.

## Histoire
La première mention écrite de la localité sous son nom actuel date de 1226.